# Roadrunner United
Roadrunner United fue un proyecto organizado por el sello discográfico estadounidense Roadunner Records, especializado en la música heavy metal, para celebrar su 25 aniversario. Culminó en un álbum lanzado mundialmente el 11 de octubre de 2005, titulado The All-Star Sessions. Se eligieron a cuatro "capitanes de equipo", los cuales fueron escogidos para liderar a 57 artistas de 56 bandas que mantienen o mantuvieron un contrato con el sello discográfico, y en consecuencia, producir los 18 temas del álbum. Los capitanes elegidos fueron:
- Joey Jordison (ex Slipknot, ex Murderdolls)
- Matt Heafy (Trivium)
- Dino Cazares (Fear Factory, ex Brujeria, )
- Robert Flynn (Machine Head, ex Vio-lence)

Este proyecto sin precedentes fue ideado por el gerente general de Roadrunner en el Reino Unido Mark Palmer y el vicepresidente del área de A&P de Roadrunner de Estados Unidos, Monte Conner. El proyecto fue coordinado por Lora Richardson y mezclado por Colin Richardson y Andy Sneap. The All-Star Sessions lanzó un sencillo y vídeo musical del tema "The End". El DVD incluido en la edición es un documental sobre el proceso de elaboración de las canciones. Cuenta con las sesiones de cada uno de los capitanes haciendo las canciones con sus equipos.

## Lista de canciones
- 1.-The Dagger – 5:31
  - Howard Jones – Voz (Devil You Know, ex Killswitch Engage, Blood Has Been Shed)
  - Robert Flynn - Guitarra Rítmica, Voz (Machine Head)
  - Jordan Whelan - Guitarra Rítmica (Still Remains)
  - Jeff Waters - Guitarra/Solo (Annihilator)
  - Christian Olde Wolbers – Bajo (ex-Fear Factory, Arkaea)
  - Andols Herrick – Batería (ex Chimaira)
- 2.-The Enemy – 4:44
  - Mark Hunter – Voz (Chimaira)
  - Dino Cazares - Guitarra Rítmica (Asesino, Divine Heresy, Fear Factory, ex-Brujería)
  - Andreas Kisser - Solo/Guitarra Acústica (Sepultura)
  - Paul Gray – Bajo (Slipknot)
  - Roy Mayorga – Batería (Stone Sour, ex Amebix, ex-Soulfly, ex Nausea)
- 3.-Annihilation by the Hands of God – 5:33
  - Glen Benton – Voz (Deicide, ex Vital Remains)
  - Matt DeVries - Guitarra Rítmica (ex Chimaira, ex Fear Factory)
  - Rob Barrett - Guitarra Líder (Cannibal Corpse, ex-Malevolent Creation)
  - James Murphy – Solo (ex-Testament, ex-Death, ex-Obituary, ex-Cancer, ex-Disincarnate)
  - Steve DiGiorgio - Bajo (Sadus, ex-Death, ex-Testament)
  - Joey Jordison – Batería (Scar the Martyr, ex Slipknot, Murderdolls, ex Anal Blast)
- 4.-In the Fire – 4:07
  - King Diamond – Voz (King Diamond, Mercyful Fate)
  - Matt Heafy - Guitarra Líder/Rítmica/Acústica (Trivium, ex-Capharnaum)
  - Corey Beaulieu - Guitarra Rítmica/Líder (Trivium)
  - Mike D'Antonio – Bajo (Killswitch Engage, ex Overcast)
  - Dave Chavarri – Batería (Ill Niño, ex Merauder, ex Pro-pain)
- 5.-The End – 3:35
  - Matt Heafy - Voz/solo de guitarra (Trivium)
  - Dino Cazares - Guitarra Rítmica (Fear Factory, Brujeria)
  - Logan Mader - Guitarra (ex-Machine Head, ex-Soulfly)
  - Rhys Fulber - Teclado (Front Line Assembly, Conjure One, Delerium, productor de Fear Factory)
  - Nadja Peulen – Bajo (Coal Chamber)
  - Roy Mayorga – Batería
- 6.-Tired 'N Lonely – 3:37
  - Mina Caputo - Voz/Teclados (Life of Agony)
  - Matt Baumbach - Guitarra Rítmica (ex-Vision Of Disorder)
  - Tommy Niemeyer - Guitarra Rítmica (Gruntruck)
  - Acey Slade - Guitarra Rítmica (Murderdolls, Trashlight Vision, ex-Dope)
  - James Root - Solo/Guitarra Armónica (Slipknot, ex Stone Sour)
  - Joey Jordison - Batería, Bajo
- 7.-Independent (Voice of the Voiceless) – 4:51
  - Max Cavalera – Voz (Soulfly, Cavalera Conspiracy, ex Sepultura, ex Nailbomb)
  - Robert Flynn - Guitarra Armónica/Teclado
  - Jordan Whelan - Guitarra Rítmica
  - Jeff Waters – Solo
  - Christian Olde Wolbers – Bajo
  - Andols Herrick – Batería
- 8.-Dawn of a Golden Age – 4:09
  - Dani Filth – Voz (Cradle of Filth, Devilment)
  - Matt Heafy - Guitarra líder/Rítmica
  - Justin Hagberg - Guitarra Rítmica (3 Inches of Blood)
  - Sean Malone – Bajo sin trastes (Gordian Knot, ex-Cynic)
  - Mike Smith – Batería (ex Suffocation)
- 9.-The Rich Man – 6:49
  - Corey Taylor – Voz (Slipknot, Stone Sour)
  - Robert Flynn - Guitarra Rítmica/Teclados
  - Jordan Whelan - Guitarra Rítmica
  - Christian Olde Wolbers – Bajo
  - Andols Herrick – Batería (Chimaira)
- 10.-No Way Out – 3:27
  - Daryl Palumbo – Voz (Glassjaw, Head Automatica)
  - Matt Baumbach - Gutarra Líder/Rítmica
  - Junkie XL - Efectos de Sonido
  - Joey Jordison - Bajo/Batería
- 11.-Baptized in the Redemption – 3:19
  - Dez Fafara – Voz (Devildriver, Coal Chamber)
  - Dino Cazares - Guitarra Rítmica
  - Andreas Kisser - Solo/Efectos Wah Wah/Guitarra
  - Paul Gray – Bajo
  - Roy Mayorga – Batería
- 12.-Roads – 2:24
  - Mikael Åkerfeldt – Voz (Opeth, ex Bloodbath, Storm Corrosion)
  - Josh Silver - Segunda Voz/Teclados (Type O Negative)
- 13.-Blood & Flames – 5:38
  - Jesse David Leach – Voz (Seemless, Killswitch Engage)
  - Matt Heafy - Voz/Guitarra Líder, Acústica, Rítmica
  - Josh Rand - Guitarra Rítmica (Stone Sour)
  - Mike D'Antonio – Bajo
  - Johnny Kelly – Batería (Type O Negative)
- 14.-Constitution Down – 5:04
  - Kyle Thomas – Voz (Exhorder, ex-Floodgate, Alabama Thunderpussy)
  - Matt DeVries - Guitarra Rítmica
  - Rob Barrett - Guitarra Rítmica/Solo
  - James Murphy - Intro solo
  - Andy La Rocque - Final solo (King Diamond, ex-Death)
  - Steve DiGiorgio - Bajo
  - Joey Jordison – Batería
- 15.-I Don't Wanna Be (A Superhero) – 2:02
  - Michale Graves – Voz (ex Misfits)
  - Matt Heafy - Guitarra Rítmica/Líder
  - Justin Hagberg - Guitarra Rítmica
  - Mike D'Antonio – Bajo
  - Dave Chavarri – Batería
- 16.-Army of the Sun – 3:48
  - Tim Williams – Voz (Bloodsimple, ex-Vision Of Disorder)
  - Robert Flynn - Guitarra Rítmica
  - Jordan Whelan - Guitarra Rítmica
  - Christian Olde Wolbers - Bajo
  - Andols Herrick - batería
- 17.-No Mas Control – 3:01
  - Christian Machado – Voz (Ill Niño)
  - Dino Cazares - Guitarra Rítmica
  - Souren "Mike" Sarkisyan - Guitarra (Spineshank)
  - Andreas Kisser - Guitarra
  - Marcelo Dias – Bajo (ex-Soulfly)
  - Dave McClain – Batería (Machine Head, ex-Sacred Reich)
- 18.-Enemy of the State – 5:08
  - Peter Steele - Voz/Teclado (Type O Negative, ex-Carnivore)
  - Steve Holt - Guitarra Acustica/Rítmica (36 Crazyfists)
  - Josh Silver - Teclados/Samplers
  - Dave Pybus – Bajo (Cradle of Filth, ex-Anathema)
  - Joey Jordison – Batería